# جيفري كوك
جيفري كوك (2 فبراير 1972 بسيدني في أستراليا - )  (بالإنجليزية: Jeffrey Cook)‏ هو لاعب كريكت أسترالي. لعب مع نادي مقاطعة نورثامبتونشير للكريكت ‏.

## وصلات خارجية
- جيفري كوك على موقع إي آس بي آن كريك إنفو (الإنجليزية)